# Шереметев, Василий Александрович
Василий Александрович Шереметев (1795—1862) — глава ряда губерний Российской империи, министр государственных имуществ (1856—1857); действительный тайный советник (07.04.1857).

## Биография
Происходил из дворянской ветви рода Шереметевых. Родился 20 (31) августа 1795 года — сын гвардии капитан-поручика Александра Владимировича Шереметева (1742—1803) от второго брака с княжной Еленой Васильевной Голицыной (1770—1851).
Получил домашнее образование. Начал службу в 1805 году в канцелярии московского военного генерал-губернатора. Затем некоторое время был на военной службе, в июне 1816 года вышел в отставку. Поселившись в своем имении в Мценском уезде Орловской губернии, занялся сельским хозяйством.
В 1819 году был посвящён в масоны в петербургской ложе «Избранного Михаила», которой руководили Ф. П. Толстой и Ф. Н. Глинка.
Занимал должности мценского уездного (1830—1833) и губернского (1833—1838) предводителя дворянства. В 1834 году был удостоен придворного звания камергера.
Гражданский губернатор Харьковской (и.д. в 1838—1839), Черниговской (1839—1841; до дек. 1839 — и.д.) и Петербургской (1841—1843) губерний. С 1841 по 1843 год был членом Попечительского совета заведений общественного призрения в Санкт-Петербурге. С июня 1843 года по март 1847 года — товарищ министра юстиции (и.д. до 1845), неоднократно управлял министерством (в т. ч. в июле — сент. 1843 и с 1 по 29 сентября 1844, в июле 1845 — июне 1846). С марта 1847 года член Комиссии прошений, подаваемых на Высочайшее имя, а также почётный опекун Санкт-Петербургского присутствия Опекунского совета. Управляющий ссудной казной Санкт-Петербургского воспитательного дома (1848—1856).
Высочайшим указом от 30 августа 1856 года, по предложению П. Д. Киселёва он был назначен на должность министра государственных имуществ. Вступил в должность министра в октябре 1856 года и был уволен по состоянию здоровья 17 апреля 1857 года с присвоением чина действительного тайного советника и назначением членом Государственного совета. Фактически управлял министерством менее двух месяцев, так как в декабре 1856 года у него случился инсульт. До его увольнения с должности и назначения членом Государственного совета делами министерства управлял товарищ министра государственных имуществ Д. П. Хрущев.
По словам князя П. В. Долгорукова, Шереметев был «человек благородный и честнейшего характера, но вполне пропитанный преданностью к старому порядку вещей». Между ним и Хрущевым не было ничего общего. Столкновения между ними были неизбежны и происходили в самой резкой форме. Оба не вынесли этого времени. Хрущев заболел душевной болезнью, а Шереметева постиг паралич.
Проживал с семьей в доме на Большой Конюшенной против Конюшенного ведомства. Шереметев занимал квартиру нижнего этажа, с довольно высокими комнатами, переполненными картинами.
Умер 11 (23) апреля 1862 года. Похоронен в Сергиевой Приморской пустыни.

## Награды
- Орден Святой Анны 2-й степени (26.09.1834)
- Орден Святого Станислава 1-й степени (05.12.1841)
- Орден Святой Анны 1-й степени (10.10.1843)
- Орден Белого орла (22.02.1847)
- Орден Святого Владимира 2-й степени (19.04.1850)
- Орден Святого Александра Невского (25.03.1852)
- Алмазные знаки к ордену Святого Александра Невского (26.08.1856)
- Знак отличия беспорочной службы за XV лет (22.08.1839)
- Знак отличия беспорочной службы за XX лет (22.08.1844)
- Знак отличия беспорочной службы за XXV лет (22.08.1850)
- Знак отличия беспорочной службы за XXX лет (22.08.1855)

Иностранные:
- Прусский орден Красного орла 2-й степени со звездой (1842)

## Семья
Жена (с 16 января 1827 года) — Юлия Васильевна Шереметева (1800—1862), фрейлина двора, дочь генерал-майора Василия Шереметева. Венчание было в Москве в Софийской церкви на Лубянке. Юлия Васильевна увлекалась живописью и снимала копии с известных картин. По словам графа С. Д. Шереметева, она была женщина добрая, несколько суетливая и нервная, словоохотливая, вспыльчивая и взыскательная. В конце 1850-х годов она была «довольно полной дамой с вздернутым носом и в старческом чепце, похожая типом на свою мать». Она очень дорожила своим родством Шереметевых и говаривала не раз, что желала бы продолжения браков между Шереметевыми. Горячо любила своих братьев и преклонялась перед старшим. Увольнение мужа от министерского поста её очень смущало, а ещё более ей не нравилось назначение ему преемника Муравьева. Она не скрывала своего неудовольствия и даже громко его высказывала.
С мужем своим, человеком большого роста и в молодости весьма красивым, она жила в полном согласии. В браке родились сыновья — Василий (1828—1890; камер-юнкер; художник-дилетант) и Александр (1831—1890; предводитель дворянства Орловской губернии). Оба брата в конце своей жизни жили в Париже, где и умерли.